# Suchodoły (województwo łódzkie)
Suchodoły – wieś w Polsce położona w województwie łódzkim, w powiecie kutnowskim, w gminie Krośniewice.
W latach 1975–1998 miejscowość położona była w województwie płockim.